# Río Matasnillo
El río Matasnillo es un río de Panamá, que recorre Ciudad de Panamá. Es el único río que nace y desemboca dentro de la capital panameña. Su longitud es de 6 km.
No tiene un curso principal y su cauce es el resultado de una serie de quebradas que se extienden en los corregimientos de Bethania (punto más septentrional), Pueblo Nuevo, Bella Vista y San Francisco. Su cauce es atravesado por las principales vías de la ciudad: la Vía Simón Bolívar, Vía España, Calle 50 y la Avenida Balboa, este último donde se ubica su desembocadura a la bahía de Panamá.

## Historia

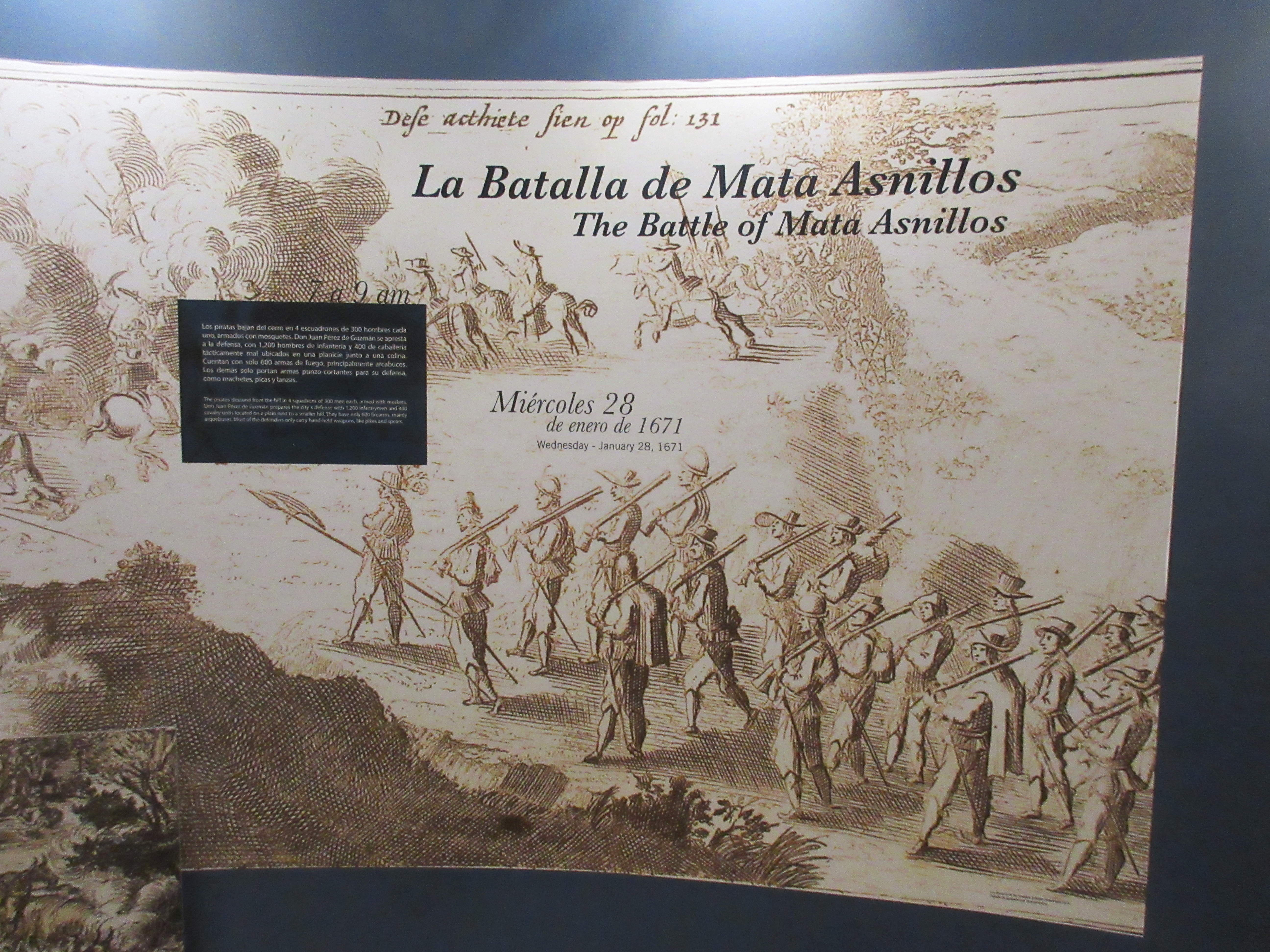
Dibujo de la Batalla de Matasnillo en el Museo de la Plaza Mayor, Panamá Viejo.

La primera referencia histórica del río fue en 1671, cuando el pirata Henry Morgan lo usó como fuente de agua en su travesía a la antigua Ciudad de Panamá, y también aprovechó los terrenos fangosos del río para hacer una emboscada contra los españoles en su intento de tomar la ciudad. El nombre del río se remonta a la época colonial, pero su origen es difuso.
En la primera administración del presidente Belisario Porras (1912) se reconfiguró el crecimiento de la Ciudad de Panamá al crearse la frontera con la Zona del Canal y el río Matasnillo se convirtió en el límite del radio urbano y de la periferia. Con la llegada del urbanismo, el río comenzó a recibir el impacto de la contaminación, debido a que no se supo cómo tratarlo. En 1964 ya se reportaba que la contaminación del Matasnillo estaba a plenitud, debido al uso del río como desagüe de tanques sépticos comunales. En la década de 1990 se intentó encajonar y tapar el curso del río como una forma de esquivar el problema de contaminación, pero presentó problemas con las inundaciones por retención de basura y sedimentos, y la idea se descartó.

## Contaminación
Un informe del Ministerio de Ambiente de 2016 concluyó que la contaminación del Matasnillo es severa. Según la cantidad de coliformes, oxígeno disuelto, la demanda bioquímica de oxígeno y sólidos suspendidos, la calidad de agua en el curso alto del Matasnillo apenas llega a ser regular, mientras que en el curso medio y bajo es mala. En otro informe de la Autoridad de los Recursos Acuáticos de Panamá (ARAP), calculó la cantidad de coliformes en 5 millones de unidades por ml (versus 500 unidades tolerables), la demanda bioquímica de oxígeno marcaba 114 mg (versus 35 mg tolerables), y es el segundo río más contaminado de Panamá, sólo superado por el río Curundú.
La contaminación del Matasnillo no sólo viene de materias fecales y basura, también proviene de desechos industriales. En el informe de la ARAP se detectó 19 mg por litro de nitrógeno (versus 10 mg tolerables) y 7 mg por litro de fósforo (versus 5 mg tolerables). Uno de los casos más graves de contaminación industrial en el Matasnillo fue en 2003 con la descarga de 400 a 450 galones de colorante rojo por la envasadora Coca-Cola, donde tanto el río y la bahía de Panamá quedaron teñidos de color rojo. A pesar de que la empresa indicó que fue un accidente y el colorante era inocuo, el Gobierno panameño lo multó.